# Établissement public de santé mentale du Morbihan
L′établissement public de santé mentale du Morbihan, ou hôpital psychiatrique de Saint-Avé, est un établissement public de santé mentale situé à Saint-Avé, dans le Morbihan. Il propose surtout des soins en psychiatrie. Il dispose de services d'hospitalisation complète ou ambulatoire. Il est complété par 6 centres médico-psychologiques de Secteur (CMPS) et des antennes réparties sur le territoire de santé no 4.

## Dénomination
Cet établissement était autrefois nommé « asile départemental d'aliénés de Saint-Avé » ou « asile d'aliénés Saint-Jean de Dieu ».

## Histoire
L'hôpital sort de terre dans le dernier quart du XIXe siècle. Suivant des plans de Léopold Maigné, les travaux des premiers bâtiments débutent en juin 1882. Régulièrement en chantier, il reçoit de nouveaux bâtiments jusqu'en 1956 avec la construction d'une salle polyvalente.
En 1958, au moment de la création d'un nouvel hôpital psychiatrique à Caudan, celui de Saint-Avé héberge 1 500 patients pour une capacité de 800 lits, et est donc surchargé.
Durant la fin des années 2010, il entre dans une logique d'ouverture des accès des patients à l'extérieur, en confiant les clés de leur chambre à une majorité de résidents.
Il est condamné, en 2017, pour le suicide d'un patient dépressif en soins libres, puis, en 2019, pour avoir violé le secret médical d'un patient.
Le 13 octobre 2021, il reçoit le prix « Acteur public » du 15e trophée breton du développement durable. Cette même année, il est primé par l’hebdomadaire Le Point pour son approche de la schizophrénie, de la dépression et des troubles bipolaires.
Une menace de fermeture de 20 % des services, dont les 31 lits du service d'addictologie, entraîne plusieurs manifestations fin 2021,.